# Ministrowie rolnictwa i ziemi Południowej Afryki
Poniższa lista przedstawia ministrów rolnictwa i ziemi (ang. Minister of Agriculture and Land Affairs) Republiki Południowej Afryki:
| Kraai van Niekerk (minister rolnictwa) | 1994–1996  | rząd prezydenta Nelsona Mandeli   |
| Derek Hanekom (minister ziemi)         | 1994–1996  | rząd prezydenta Nelsona Mandeli   |
| Derek Hanekom                          | 1996–1999  | rząd prezydenta Nelsona Mandeli   |
| Thoko Didiza                           | 1999–2006  | rząd prezydenta Thabo Mbekiego    |
| Lulama Xingwana                        | 2006–2008  | rząd prezydenta Thabo Mbekiego    |
| Lulama Xingwana                        | 2008–2009  | rząd prezydenta Kgalemy Motlanthe |
| Tina Joemat-Peterson                   | 2009-nadal | rząd prezydenta Jacoba Zumy       |